# San Fabian (Pangasinan)
San Fabian is een gemeente in de Filipijnse provincie Pangasinan op het eiland Luzon. Bij de laatste census in 2007 had de gemeente ruim 74 duizend inwoners.

## Geografie

### Bestuurlijke indeling
San Fabian is onderverdeeld in de volgende 34 barangays:

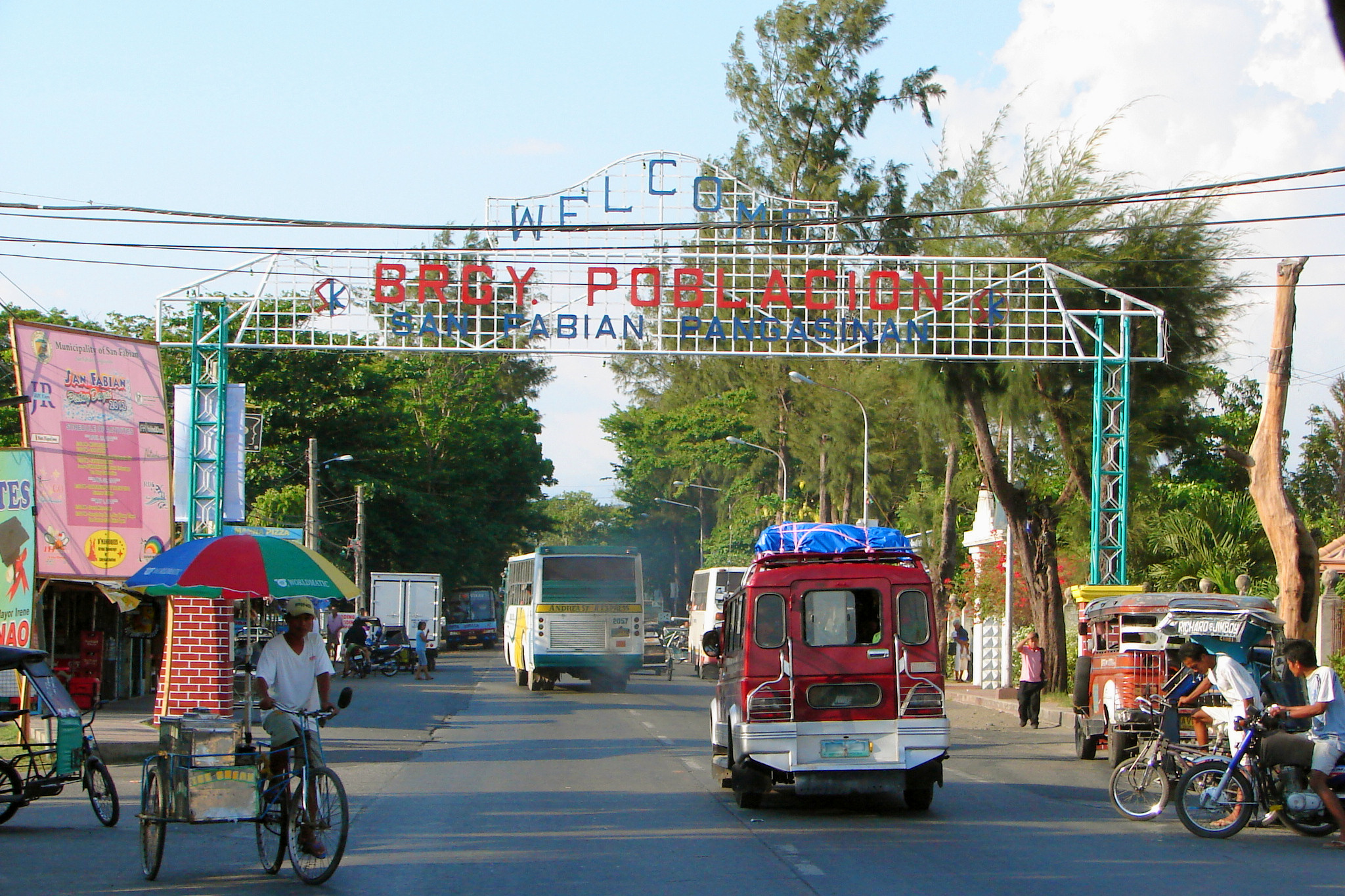
Poblacion

| - Ambalangan-Dalin - Angio - Anonang - Aramal - Bigbiga - Binday - Bolaoen - Bolasi - Cayanga - Gomot - Inmalog - Lekep-Butao | - Longos - Mabilao - Nibaliw Central - Nibaliw East - Nibaliw Magliba - Palapad - Poblacion - Rabon - Sagud-Bahley - Sobol - Tempra-Guilig | - Tocok - Lipit-Tomeeng - Colisao - Nibaliw Narvarte - Nibaliw Vidal - Alacan - Cabaruan - Inmalog Norte - Longos-Amangonan-Parac-Parac - Longos Proper - Tiblong |

## Demografie
San Fabian had bij de census van 2007 een inwoneraantal van 74.005 mensen. Dit zijn 7.731 mensen (11,7%) meer dan bij de vorige census van 2000. De gemiddelde jaarlijkse groei komt daarmee uit op 1,53%, hetgeen lager is dan het landelijk jaarlijks gemiddelde over deze periode (2,04%).

## Geboren in San Fabian
- Perfecto Fernandez (31 mei 1931), jurist en hoogleraar (overleden 2000).